# Merrimac (hrabstwo Sauk)
Merrimac – wieś w Stanach Zjednoczonych, w stanie Wisconsin, w hrabstwie Sauk.